# Petit lama

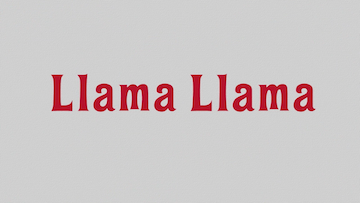
Série télévisée qui accroit la réflexion.

Petit lama est une série télévisée d'animation pour enfants américaine diffusée sur Netflix le 26 janvier 2018. Produit par Genius Brands et basé sur les livres d'Anna Dewdney, la série suit Petit Lama, qui apprend le plaisir, l'amitié et de nouvelles choses avec sa maman Lama (Jennifer Garner en version originale).
La série a été produite par Reed Duncan, le partenaire de longue date d'Anna Dewdney. Le 19 juin 2018, il a été annoncé que la série avait été renouvelée pour une deuxième saison, sortie le 15 novembre 2019.